# Boss SD-1 Super Overdrive
Boss SD-1 Super Overdrive är en effektpedal för gitarr, tillverkad av Roland Corporation under varumärket Boss från 1981. Pedalen tillverkades i Japan, men produktionen flyttades senare till Taiwan, och därefter Malaysia.

## Historia
Boss SD-1 Super Overdrive producerar ett överstyrt ljud, liknande det som produceras i rörförstärkare. SD-1 Super Overdrive använder samma grundläggande kretsar som OD-1 Overdrive, men har även en tonkontroll för att finjustera ljudet.